# Jakow Borissowitsch Belopolski
Jakow Borissowitsch Belopolski (russisch Яков Борисович Белопольский; * 23. Apriljul. / 6. Mai 1916greg. in Kiew, Russisches Kaiserreich; † 5. Mai 1993 in Moskau, Russland) war ein sowjetischer und russischer Architekt.

## Leben

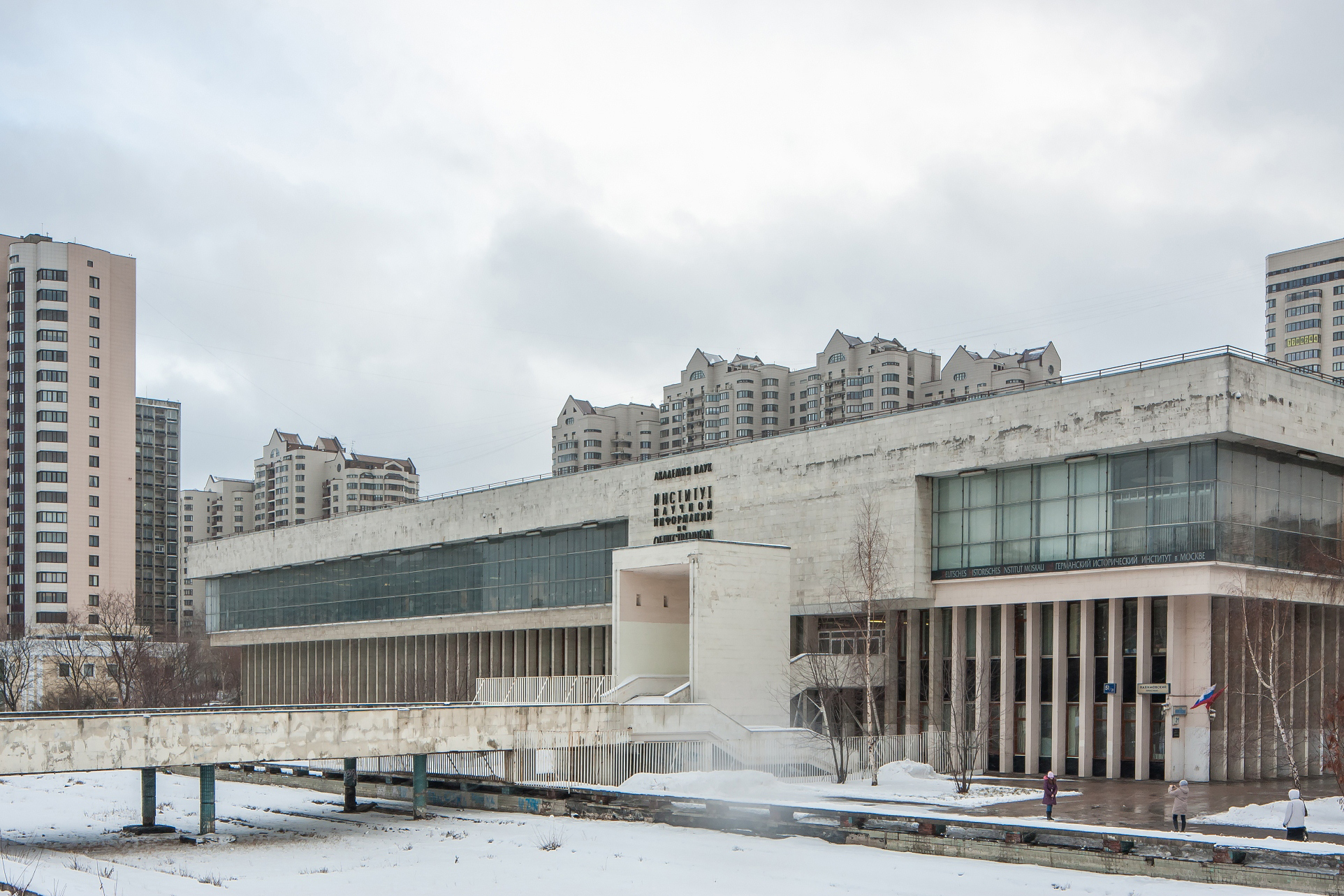
INION, Moskau

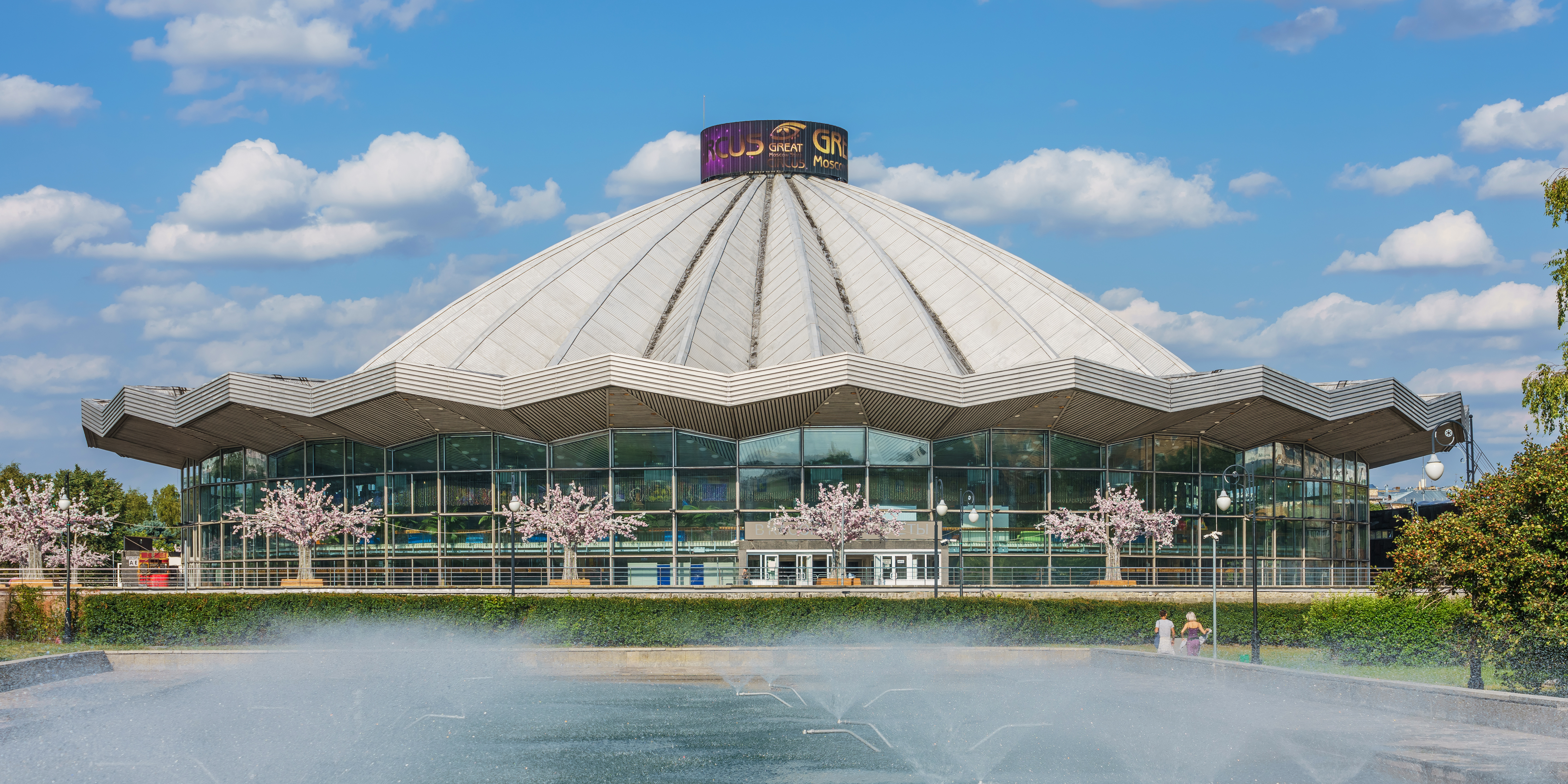
Großer Moskauer Staatszirkus

Belopolski studierte 1932–1937 am Moskauer Architektur-Institut (MArchI). Ab 1938 war er beteiligt an der Projektierung des Palasts der Sowjets bei der Gestaltung des Innern des Saales für Regierungsempfänge und der Gestaltung des Platzes vor dem Palast. Er wirkte mit an der Planung des Eingangssaals des Pavillons der Sowjetunion auf der 1939 New York World’s Fair. Gleichzeitig nahm er mit Erfolg teil an Wettbewerben für Denkmalsprojekte für die 26 Kommissare von Baku, die Helden von Perekop und Kosta Chetagurow. 1943 wurde er Mitglied der Kommunistischen Partei.
Nach dem Zweiten Weltkrieg entwickelte Belopolski zusammen mit Boris M. Iofan ein Projekt für die Gestaltung des Zentrums von Noworossijsk. Er wirkte mit am Wiederaufbau und Ausbau Moskaus, insbesondere im Südwestlichen Verwaltungsbezirk (1952–1966). Er war beteiligt an der Bibliothek der Akademie der Wissenschaften der UdSSR (AN-SSSR) und der Akademie der Medizinischen Wissenschaften der UdSSR, an der Russischen Patrice-Lumumba-Universität der Völkerfreundschaft, am Institut für wissenschaftliche Informatik für Gesellschaftswissenschaften der AN-SSSR (INION) (mit J. P. Wulych und L. W. Missoschnikow) und am Großen Moskauer Staatszirkus (mit J. P. Wulych, 1971).
Belopolski war als Architekt beteiligt an den Denkmälern für den Befreiungskämpfer im Treptower Park in Berlin (1946–1949), die Mutter Heimat auf dem Mamajew-Hügel in Wolgograd (1967) und Hinterland für die Front in Magnitogorsk (1979). Diese drei Denkmäler symbolisieren das Schwert, das in Magnitogorsk geschmiedet, in Stalingrad erhoben und nach dem Sieg in Berlin niedergelegt wurde.
1983 wurde Belopolski Mitglied der Akademie der Schönen Künste der UdSSR.
Belopolski wurde auf dem Moskauer Donskoi-Friedhof begraben.

## Ehrungen, Preise
- Medaille „Für heldenmütige Arbeit im Großen Vaterländischen Krieg 1941–1945“
- Stalinpreis (1950) für das Architekturprojekt für das Denkmal im Treptower Park in Berlin
- Ehrenzeichen der Sowjetunion (1963)
- Verdienter Architekt der RSFSR (1966)
- Leninorden (1967)
- Leninpreis (1970) für das Architekturprojekt für das Denkmal auf dem Mamajew-Hügel in Wolgograd
- Volksarchitekt der UdSSR (1988)
- Staatspreis der Russischen Föderation